# Písník Na horkách
Písník Na horkách  je vodní plocha o rozloze 0,16 ha vzniklá po těžbě štěrkopísku ukončené koncem 20. století nalézající se v polích asi 1 km severně od vesnice Roudnice v okrese Hradec Králové. 

## Galerie

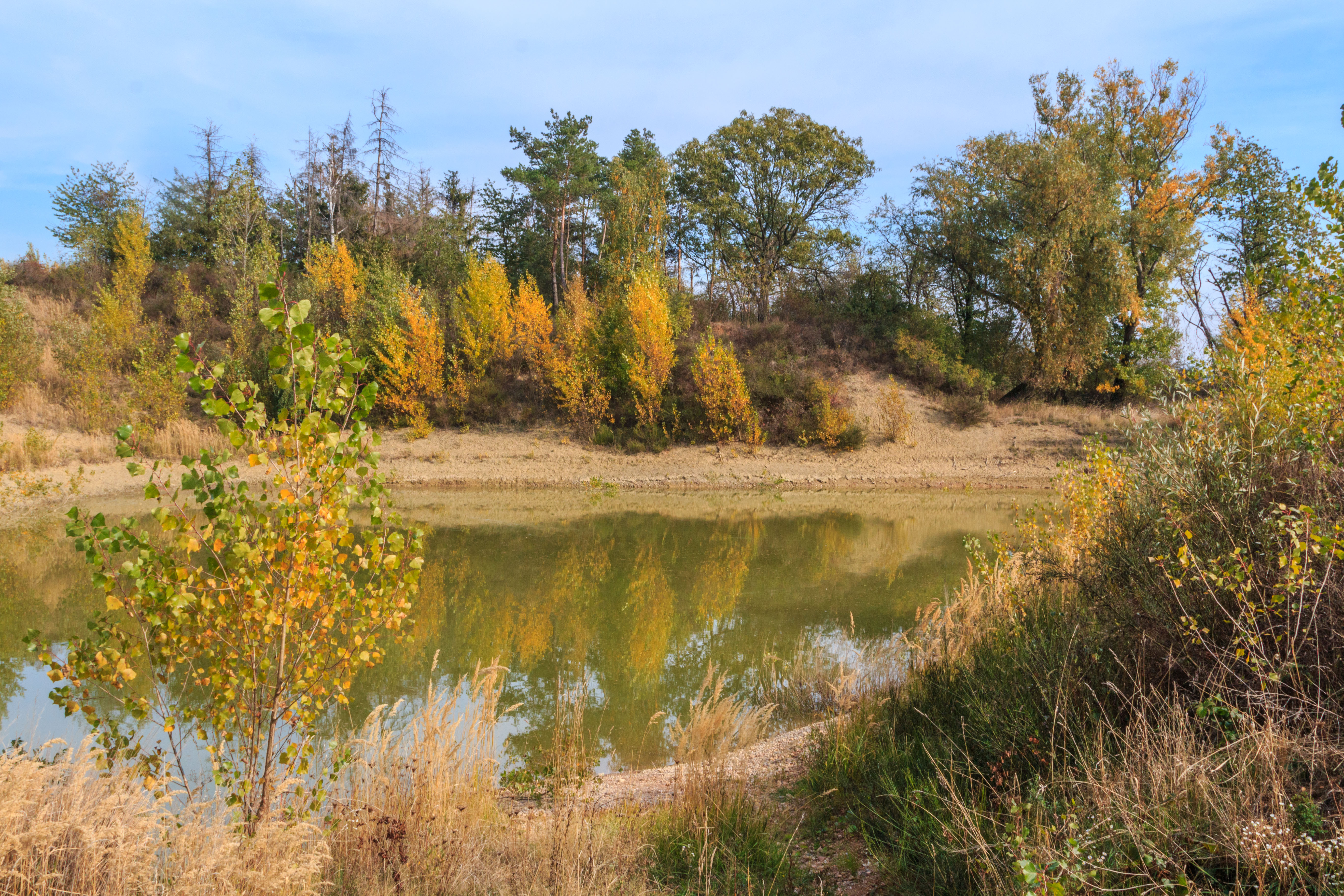
Písník Na horkách 02.jpg
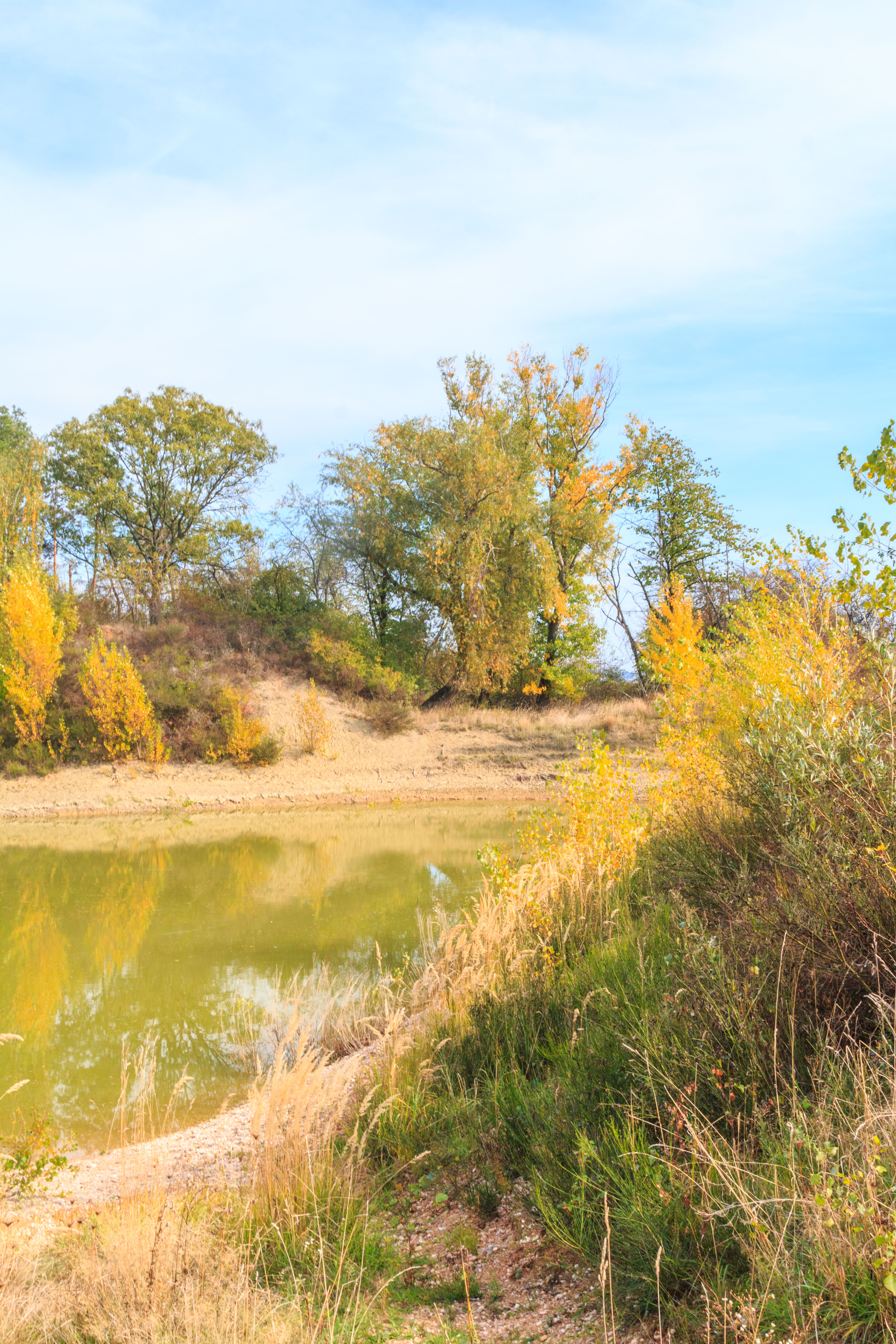
Písník Na horkách 02.jpg
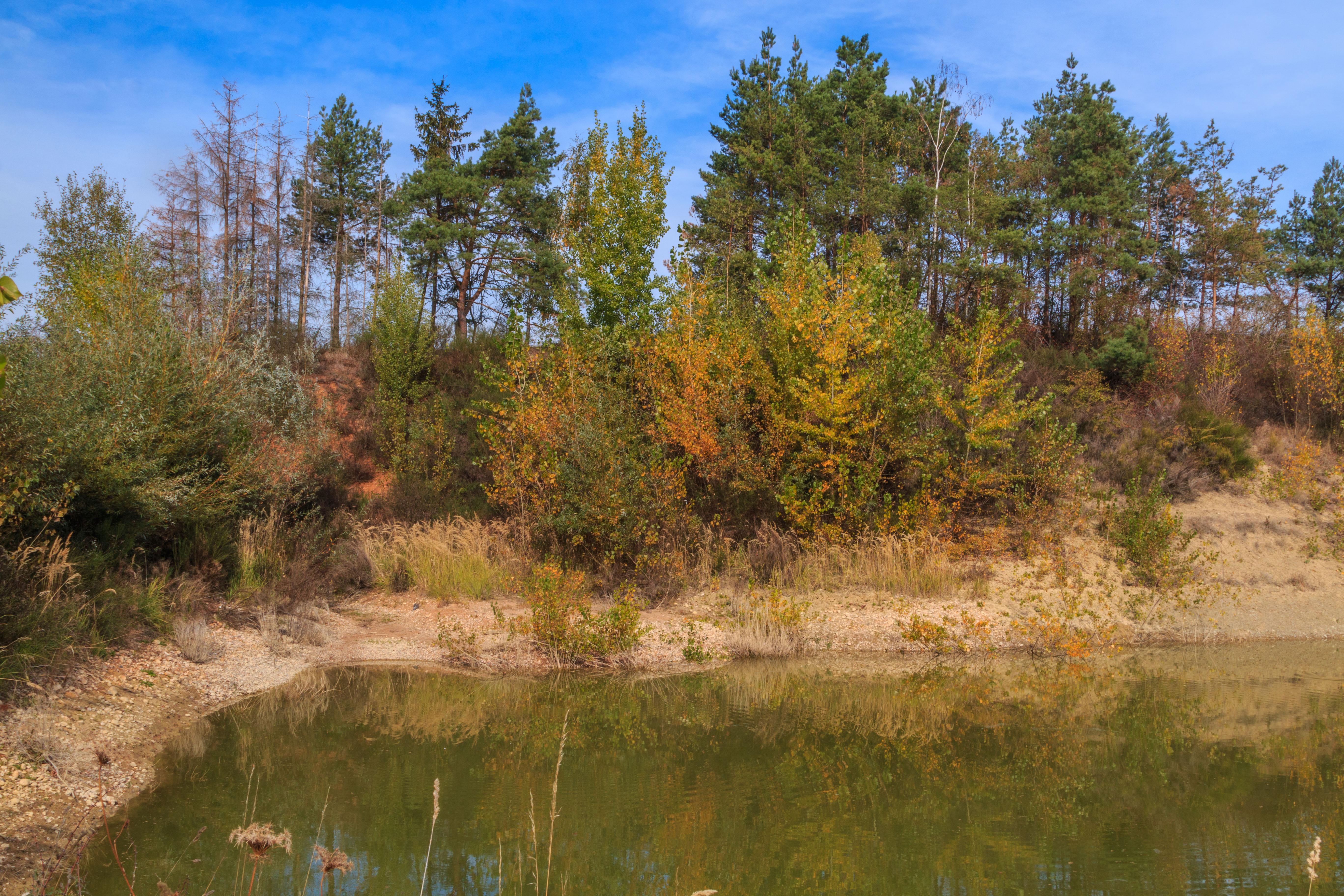
Písník Na horkách 02.jpg
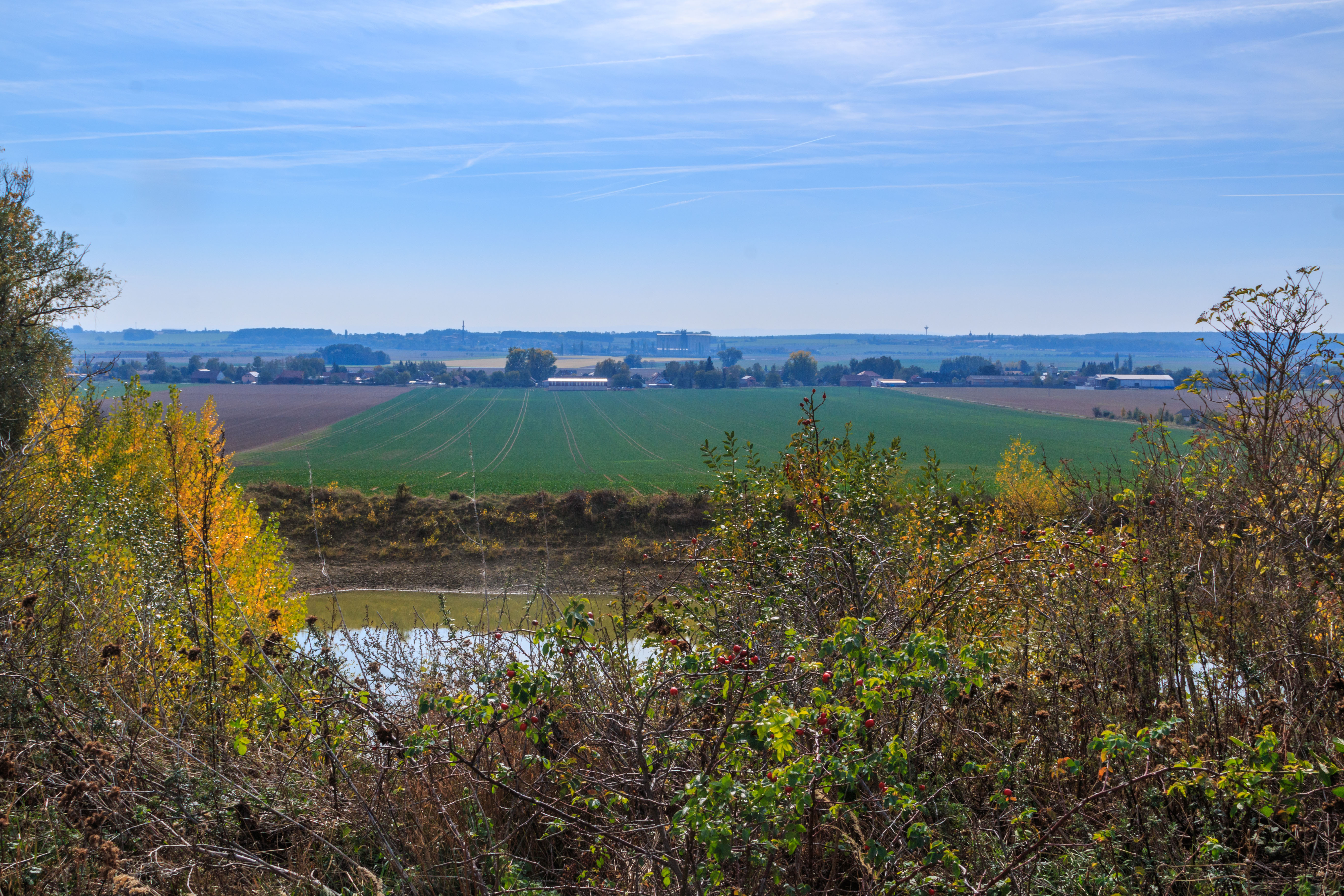
Písník Na horkách 02.jpg